# 야시카 사무라이 4000iX
야시카 사무라이 4000iX(Yashica Samurai 4000iX)는 1998년 일본 교세라에 의해 만들어진
카메라다. 줌 범위는 30-120mm이다. 셔터는 전자식이며, 속도는 3- 1/500초이다. APS 필름을 사용한다.